# Domnom-lès-Dieuze
 Domnom-lès-Dieuze  es una población y comuna francesa, en la región de Lorena, departamento de Mosela, en el distrito de Château-Salins y cantón de Dieuze.

## Demografía
| 165 | 144 | 152 | 130 | 109 | 100 |
| Para los censos de 1962 a 1999 la población legal corresponde a la población sin duplicidades (Fuente: INSEE [Consultar]) |     |     |     |     |     |